# Эшерих, Георг
Георг Э́шерих (нем. Georg Escherich; 4 января 1870 года, Швандорф, Королевство Бавария, Северогерманский союз — 26 августа 1941 года, Мюнхен, Мюнхен-Верхняя Бавария, Третий рейх) — германский политик, организатор антисемитской парамилитарной группировки «Оргеш» (Организация Эшериха). 
Лесник по профессии, инспектор водного и лесного хозяйства в Третьем рейхе, активист Баварской народной партии.

## Биография
В 1919 году вместе с капитаном Эрнстом Рёмом создал организацию «Баварская гражданская самооборона».
Участвовал в гитлеровском «пивном путче» в Мюнхене в 1923 году, затем стал противником Адольфа Гитлера и видным деятелем австрийского фашистского движения итальянской ориентации.
В 1933 году, после прихода к власти Адольфа Гитлера, организация Георга Эшериха была распущена. Георг Эшерих был назначен инспектором водного и лесного хозяйства и сосредоточился на своей работе в качестве главы управления этого ведомства, сохранил своё членство в Немецком лесном совете и свои контакты с рейхспрезидентом Паулем фон Гинденбургом, министром иностранных дел Густавом Штреземаном и рядом промышленников.
Георг Эшерих был женат на Габриэле, урождённой фон Хёссле (её отцом был главный лесничий Альберт фон Хёссле) — их пара осталась бездетной. Умер Георг Эшерих 26 августа 1941 года, после непродолжительной болезни сердца в мюнхенской клинике Нойвиттельсбах.
В память об известном леснике рыночный город Изен позже назвал в его честь улицу — Георг-Эшерих-Штрассе.